# Culture d'Erlitou
Sauf précision contraire, les dates de cet article sont sous-entendues « avant l'ère commune », c'est-à-dire « avant Jésus-Christ ».
La culture d'Erlitou (chinois : 二里頭) est une culture du début de l’Âge du bronze en Chine. Elle a constitué un des premiers États sur l'actuel territoire chinois, (v. 1900/1800 - 1500 avant l'ère commune). Elle tire son nom d’un de ses sites à Zhaizhen (chinois : 翟鎮), sur le territoire de la commune de Yanshi (chinois : 偃師), dans le Henan de l'Ouest, et dans la région de Luoyang. Peut être liée à ses débuts à la culture de Longshan, elle s’est développée au centre-ouest du bassin du Henan, non loin de la commune de Zhengzhou, sur le cours moyen du fleuve Jaune au Sud, jusqu'à la rivière Dan au Sud-ouest. Le bassin de Yiluo, le long du cours des rivières Yi (chinois : 伊), Luo (chinois : 洛), Ying (chinois : 潁), Tu (chinois : 汝), ainsi que du cours inférieur de la Fen (chinois : 汾), au sud du Shanxi, semblent constituer le cœur de cette culture. Lors de sa phase tardive elle a connu une certaine expansion dans le Hubei et le Shaanxi. Elle est donc située au Henan et au Shanxi, sur le cours moyen du Fleuve jaune. Une centaine de sites importants lui sont rattachés, mais on trouve quelques sites avec des éléments de la culture d'Erlitou au Sud sur le cours du moyen Yangzi et au Sud-ouest sur la rivière Dan dans le Shaanxi.
Elle était considérée par un grand nombre d'archéologues chinois comme correspondant à la dynastie Xia, en suivant l'approche traditionaliste et historiographique. Mais la démarche la plus consensuelle en 2012 pense autrement et accorde moins d'importance à la tradition historiographique. Cependant l'identification d'Erlitou avec une capitale de l'hypothétique dynastie des Xia — dont l'histoire a été rédigée un millier d'années après les faits — reste l'objet de discussions interminables, car non fondée sur des faits archéologiques. Or, les musées de Chine emploient encore systématiquement cette dynastie dans les cartels actuels, comme si elle n'était pas un mythe, et la culture d'Erlitou est ainsi confondue en Chine avec la dynastie Xia. Cette culture a été et elle reste encore l'objet de nombreux débats. Les fouilles archéologiques se sont réparties sur une cinquantaine d'années et ont concerné une centaine de sites (en 2013).
Après cette culture (1800-1500) du premier âge du bronze en Chine, la période d'Erligang (vers 1600/1500-1400/1300) a, semble-t-il, permis le développement d'un État, voire de la première « civilisation » en Chine.

## Historique des découvertes et des débats
- Le premier site appartenant à cette culture a été découvert en 1952; à Yucun (chinois : 玉村), dans le district de Dengfeng (chinois : 登封) (Henan), le deuxième en 1956 au Temple de Luoda (chinois : 洛達廟) à Zhengzhou. Le nom utilisé était alors « style de Luoda ». En 1959, le site d'Erlitou a été repéré : c’est avec la découverte sur ce site en 1960 par Xu Xusheng (chinois : 徐旭生) d'un complexe palatial de l'Âge du bronze. Quant à Yanshi, à 5 km. du site d'Erlitou et une découverte majeure des années 1980, elle apparait au moment de la chute de la culture d'Erlitou, sur les contreforts du Mont Song et sa relation politique avec la culture d'Erlitou est encore une question [7]. Le site d'Erlitou était le plus ancien jamais mis au jour à l’époque (occupé entre 1700 et 1500[8]) , et c'est ainsi qu’est apparu le concept de « culture d’Erlitou » à laquelle se rattachent désormais plus de 500 sites [9] répartis sur une vaste région dans le bassin du moyen Fleuve jaune.

En 1988, Erlitou a été déclaré « patrimoine culturel national de première importance ».
- L'historiographie chinoise a constitué les premières sources sur lesquelles s'appuyer pour écrire l'histoire : avant l'apparition de l'archéologie en Chine le développement social était lié aux « origines » de la « civilisation »[N 3] chinoise et aux histoires plus ou moins légendaires des sages, des rois et des dynasties Xia, Shang et Zhou, textes qui ignoraient leurs voisins[10]. Or les dates de la culture d'Erlitou (v. 1900-1500) recouvrent partiellement les dates que l'historiographie traditionnelle chinoise attribue à la dynastie Xia (v. 2070-1600). Et parce que l'aire évoquée dans les textes et les dates correspondent à la dernière partie de la dynastie Xia, la plupart des archéologues chinois sont encore persuadés qu'il y a un lien direct entre la fin de la dynastie Xia et celle d'Erlitou[11], et que les premiers temps de cette dynastie doivent être recherchés « avant » Erlitou. Cette recherche conduit à la phase Xinzhai, qui semble une période intermédiaire entre la culture de Longshan, Néolithique, et la culture d'Erlitou dans cette région. En conséquence Erlitou et Xinzhai ont polarisé les recherches sur l'hypothétique dynastie Xia.

Par ailleurs l'accord n'est encore pas entièrement unanime sur les termes essentiels. Actuellement une approche socio-archéologique sino-internationale repose les questions liées à la création de ce que les uns et les autres appellent des «États » : on peut se mettre d'accord sur le fait qu'un pouvoir centralisé concentre les prises de décisions d'une part sur les relations extérieures, les processus locaux à réguler, et d'autre part sur les relations intérieures qui organisent la société en un ensemble de travaux que l'on peut diviser et répartir sur des individus ou des groupes. L'apparition de l’État en Chine peut être datée de la période d'Erlitou : on envisage ainsi un État d'Erlitou, en 2013 .
Dans ce contexte intellectuel la communauté scientifique internationale considère aujourd'hui que l'interruption de la production de biens réservés à l'élite, au cours de la dernière phase de la « culture » d'Erlitou, sur le site d' Erlitou phase IV (v. 1560-1520), signifie la fin de cette culture.

## Les phases archéologiques
Les archéologues ont établi quatre phases de développement sur le site urbain d'Erlitou en se basant sur les céramiques. La quatrième fusionne avec la période dite d'Erligang ancien. Au cours de l'ultime phase, Erligang récent, la production de produits de luxe dans les tombes disparait complètement. Rien ne peut, en l'état actuel des connaissances (2013), discerner la présence d'un État de type royal ou autre
- Erlitou phase I (v. 1900/1800-1750)[15]: le site s’étend sur 100 ha. On y trouve des indices de présence d'une élite : poterie blanche, objets d'ivoire et de turquoise et des outils de bronze.
- Erlitou phase II: le site s’étend sur 300 ha et possède un ensemble de monuments de terre battue de 12 ha au Sud-est, un ensemble « palatial » est coupé par l'intersection de quatre routes de 20 m. de large. Ces constructions ressemblent à celles de la phase finale des Shang: larges et à la composition complexe. D'autres bâtiments sur fondations en terre damée et de taille modérée sont dispersés dans les parties Nord-ouest et Nord-est.
- Erlitou phase III: la densité augmente rapidement et le premier ensemble « palatial » est remplacé par un second. Les fonderies regroupées à proximité de ce nouvel ensemble palatial produisent des bronzes rituels.
- Erlitou phase IV (v. 1560-1520) et ancien Erligang (v. 1600-1415): le site s'étend toujours sur 300 ha et l'ensemble palatial est toujours en usage. Les bronzes rituels sont plus nombreux et de meilleure qualité. Les flèches sont produites en bien plus grandes quantités. De toute évidence Erlitou maintient sa suprématie sur la région correspondant à la vallée de la Yiluo (Nord et Centre du Henan). Un nouveau complexe palatial apparait à Yanshi, ville très fortifiée sur 200 ha, à 5 km. de là. Le style des objets est celui d'Erligang.
- Erligang récent (v. 1450-1300): la production de biens réservés à l'élite a complètement disparu, en particulier le bronze. L'espace dédié anciennement aux palais n'est plus occupé que par un petit village d'environ 30 ha. Le déclin d'Erlitou ne correspond donc pas seulement à l'émergence d'un nouveau centre, à Yanshi, mais aussi à une très grande cité fortifiée sur le site de Zhengzhou, à 85 km. à l'Est d'Erlitou, qui relève, quant à elle, de la culture d'Erligang[16].

## Le site éponyme

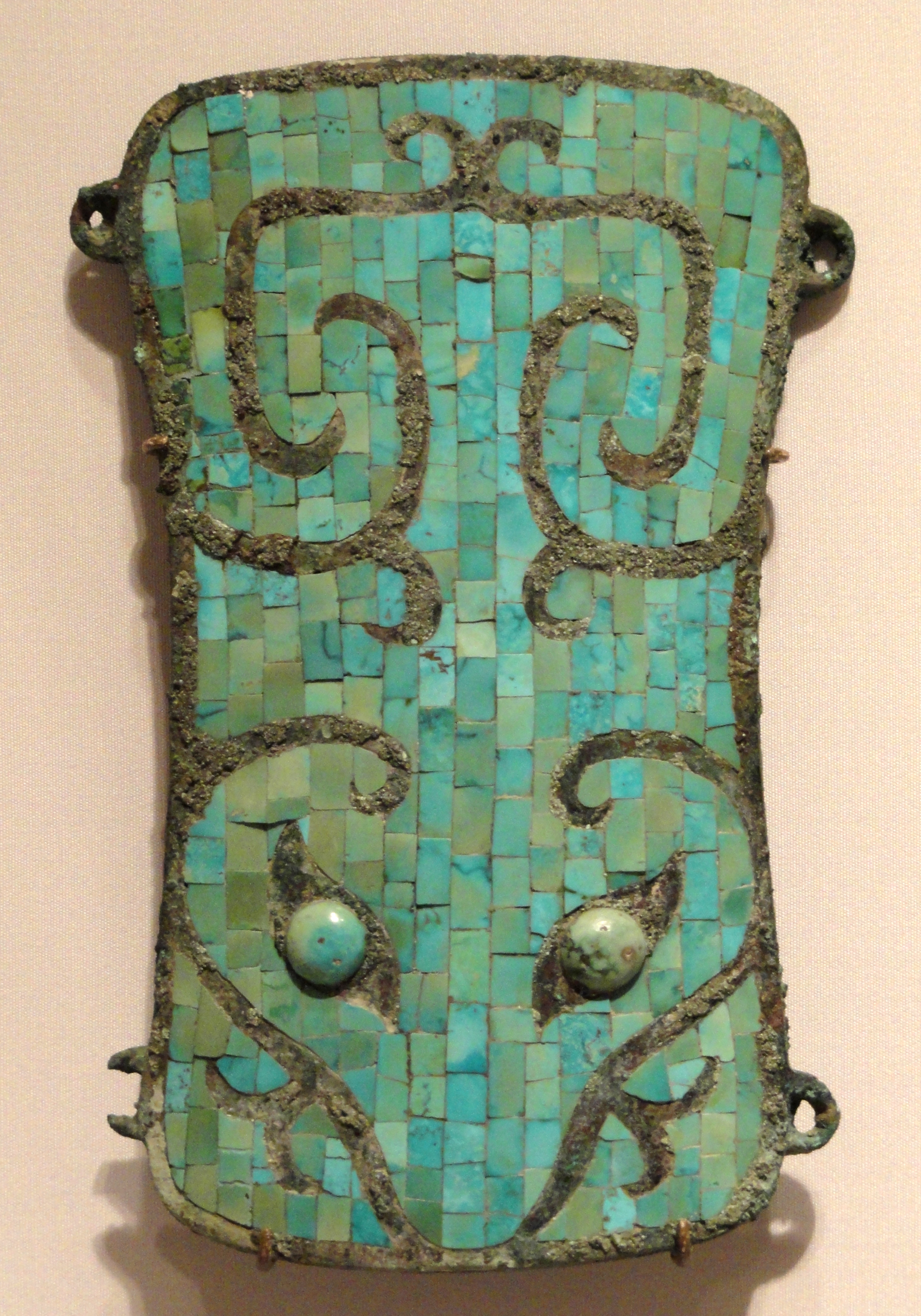
Objet découvert sur le site d'Erlitou; plaque de bronze incrustée de turquoises évoquant (?) un masque / une tête de renard. L. 16.1 cm

### Origines
Le site éponyme, Erlitou, a d'abord été occupé par trois petites installations Yangshao (v. 3500-3000), puis par une autre au début de la période Longshan (v. 3000-2600). Ensuite le lieu a été abandonné pendant 500-600 ans et un nouveau groupe a fondé les prémices de la culture d'Erlitou. Cette installation, au début non fortifiée, est devenue rapidement la plus vaste cité de la région. On y trouve, du point de vue archéologique, des différences sociales marquées qui étaient bien moins visibles auparavant.

### Localisation
Situé sur la rive nord des anciens cours de la Luo et de la Yi, le site présente une orientation générale N-O / S-E (maximum E-O : 2 400 m ; N-S : 1 900 m). L’ensemble aurait été à l’origine plus vaste que les 3 km2 qui ont été mis au jour, mais la rivière Luo en se déplaçant en a détruit la partie nord. Les vestiges essentiels (palais, ateliers, tombes) se trouvent sur un terrain légèrement surélevé du secteur sud-est ; le secteur ouest est plus bas. À l’est du site, on a repéré des tronçons de tranchées dont 500 m ont été explorés ; on pense que la terre ayant servi aux constructions ou à la fabrication des poteries en a été extraite.

### Le bronze

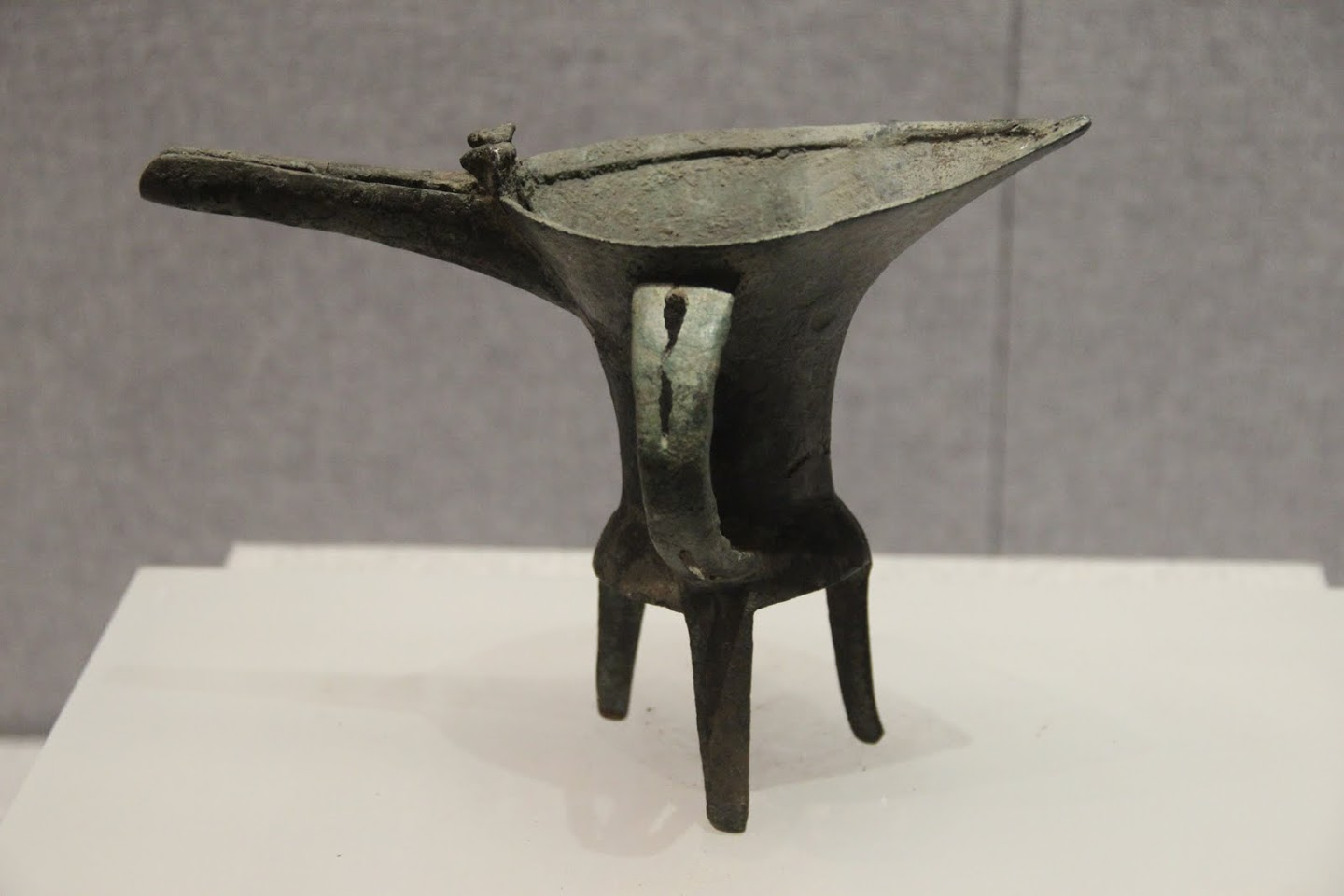
Bronze rituel de type jue, site de Xinzheng (banlieue sud de Zhengzhou). Musée Provincial du Henan

Erlitou semble avoir eu le monopole de la fabrication des objets en bronze de grande complexité dans sa dernière phase, de 1700 à 1550. Il s’agit de modèles archaïques aux parois très minces, coulés la tête en bas entre une âme de terre compacte et des segments de terre cuite portant en creux les thèmes décoratifs encore parcimonieux. Mais les quinze pièces de vaisselle rituelle découvertes à ce jour doivent être comprises dans l'ensemble bien plus vaste des objets de bronze qu'il s'agisse des armes ou des outils qui caractérisent cette première grande période de l'âge du bronze en Chine.

### La céramique
Il y avait également des ateliers de poterie, dont le modèle le plus typique est blanc, en forme de chapeau chinois. Certaines céramiques portent des signes symboliques ou graphiques, mais il n'y a pas de trace d'un véritable système d'écriture.

### Habitats
Durant la phase II, Erlitou couvre jusqu'à 300 ha. Une fonderie de bronze et quelques autres ateliers d'artisanat d'art comme la turquoise et le jade - avec leurs lieux d'habitation et leurs tombes à proximité - sont entourés d'une terrasse protectrice en terre damée au Sud-est et à environ 300 m. de l'ensemble palatial principal. Ces constructions pour les plus riches étaient bâties sur des terrasses de terre damée sur une zone de 12 ha au Sud-est, et délimitées dans un quadrilatère par quatre routes et leurs intersections quasiment à angle-droit. Les plus remarquables sont deux (ou trois, selon certaines interprétations) ensembles de bâtiments importants, plusieurs douzaines  de complexes palatiaux ou cultuels anciens (phase II) sont remplacés, au cours des phases III et IV, par deux grands complexes palatiaux structurés sur les mêmes axes. Ceux-ci présentent des caractéristiques que l’on retrouvera au cours des siècles suivants : orientation générale selon les points cardinaux, forme générale rectangulaire, disposition symétrique de part et d’autre d’une ligne centrale, quadrillage orthogonal des voies. Ces complexes palatiaux sont entourés par les quatre routes qui doivent leur être antérieures. Le premier ensemble a été découvert en 1960 ; le second, repéré en sous-sol dès 1978 et fouillé à partir de 2001, serait un peu plus ancien. Il est bordé par un mur et trois voies principales : deux voies E-O de 300 m de long chacune écartées de 400 m, et une voie N-S de 700 m à l’est, et partagé en deux par une voie centrale sous laquelle se trouve une structure de bois servant à l’évacuation des eaux. Les deux ensembles semblent de plus avoir été quadrillés d’un lacis de petits chemins.
Les structures palatiales sur terre damée se distinguent par leur structure des anciennes constructions importantes au Néolithique, elles sont semblables à ce qu'elles seront sous la dynastie Shang. Dès la phase II certains palais possédaient déjà trois cours intérieures, si ce n'est plus. Les tombes de l'élite se trouvent à proximité. La riche tombe d'un adulte mâle de 30-35 ans a reçu des dépôts précieux de bronze, de jade, de turquoise, des cauris, de l'ivoire et des céramiques en kaolin (une poterie blanche fragile). Une draperie recouverte d'une mosaïque de turquoise et de jade en forme de dragon ayant été déposée sur le haut du corps.
Ces constructions luxueuses contrastent vivement avec celles du peuple, de petite taille et semi enterrées avec de bien pauvres tombes.
D'autres terrasses plus petites conçues pour recevoir des habitations sont dispersées, avec leurs tombes attenantes, au Nord-ouest et au Nord-est, hors de la zone palatiale.
La population estimée au plus fort de cette cité semble être de l'ordre de 200 000 habitants, alors qu'elle n'était que de 5000 pendant la période de Longshan. La très grande majorité des outils est constituée d'outils liés à l'agriculture et représente 42 % de l’ensemble.
Au cours de la phase III la population n'a cessé de s'accroitre et de se densifier. On a fait entourer la zone palatiale d'un mur en terre damée et les anciens palais remplacés par d'autres bien plus régulièrement tracés. Dans une démarche opposée, dans la partie non-palatiale, le nombre de réservoirs d'eau, de fosses-greniers, etc. a dramatiquement baissé dans la zone réservée des palais. Tandis que dans la zone « artisanale » une aire de 1 000 m2 a été réservée aux productions de turquoise, qui se retrouvent dans les bronzes incrustés que l'on découvre dans les tombes de l'élite d'Erlitou à cette époque. La fonderie de bronze se met à produire la vaisselle rituelle : jue et jia que l’on commence à rencontrer dans les tombes de l’élite.

### Les tombes
Les installations contiennent des tombes. Les cinq du second palais qui ont été explorées ont produit un mobilier particulièrement riche : poudre de cinabre, bronzes, jades, objets en coquillage ou incrustés de turquoise, dont un en forme de dragon (?) ou d'animal composite, poteries blanches ou vernissées.
La disposition inhabituelle des tombes pourrait faire penser que la cité-capitale Erlitou était peuplée d'immigrants venus des autres contrées du Nord. Au lieu de trouver des cimetières tous semblables les tombes, ici, sont disposées en différents endroits du site, souvent en petites rangées, dans les cours des palais, à proximité des zones résidentielles du peuple.

### Glyphes
Par ailleurs, plus d'une quarantaine de glyphes, ou de graphes tracés sur des poteries, ont été repérés, mais si certains ressemblent en effet à des signes gravés sur des os oraculaires ultérieurs, il est très peu probable qu'il s'agisse d'une soi-disant écriture à l'état naissant, on considère plutôt ces signes comme un système sans rapport à une écriture.

### Le char à deux roues
C'est le site le plus ancien qui contient les traces (isolées) de roues de char, un char à deux roues espacées d'environ 1 m, sur l'ancienne voie au sud de la zone palatiale. Cet usage n'est pas unique mais se retrouve plus tard aussi : d'autres traces espacées de 1,20 m sont datées des dernières phases (III et IV) d'Erlitou. Ces traces de chars posent question sur leur origine, locale ou étrangère. Plus tardives, les premières autres traces de chars ont été découvertes sur le site de Yinxu à Anyang et datent de la fin de la période Shang . Des véhicules attelés étaient utilisés par les Sumériens vers 2500. En fait le problème essentiel réside dans le fait que l'on n'a retrouvé aucun os de cheval dans les phases anciennes ou récentes d'Erligang et pas plus à Yinxu, dans le premier site reconnu comme Shang, à la fin de la dynastie. Au début du second millénaire des chariots tractés par des chevaux sont apparus dans les prairies d'Asie centrale. Et le char attelé de chevaux apparait au cours de la fin de la dynastie Shang, vers 1250-1046 . Le débat reste donc ouvert quant à savoir si le chariot à deux roues, tracté par un cheval, est d'origine indigène ou provient d'échanges avec des populations d'Asie centrale.

## Les autres sites de la culture d'Erlitou
Plus de 20 sites datant de la période d'Erlitou (entre 10 et 30 ha) ont été découverts dans les environs . Il semble qu'Erlitou a été la ville la plus importante pendant environ trois siècles.
　

### Expansionnisme
La culture d'Erlitou s'est répandue fort loin : Dongxiafeng et Nanguan dans les monts Zhongtiao et Donglongshan dans les monts Qinling. On a même trouvé des objets d'Erlitou à Palongcheng sur le cours moyen du Yangzi. Tous proches de sites de ressources naturelles importantes.

## Le site de Yanshi

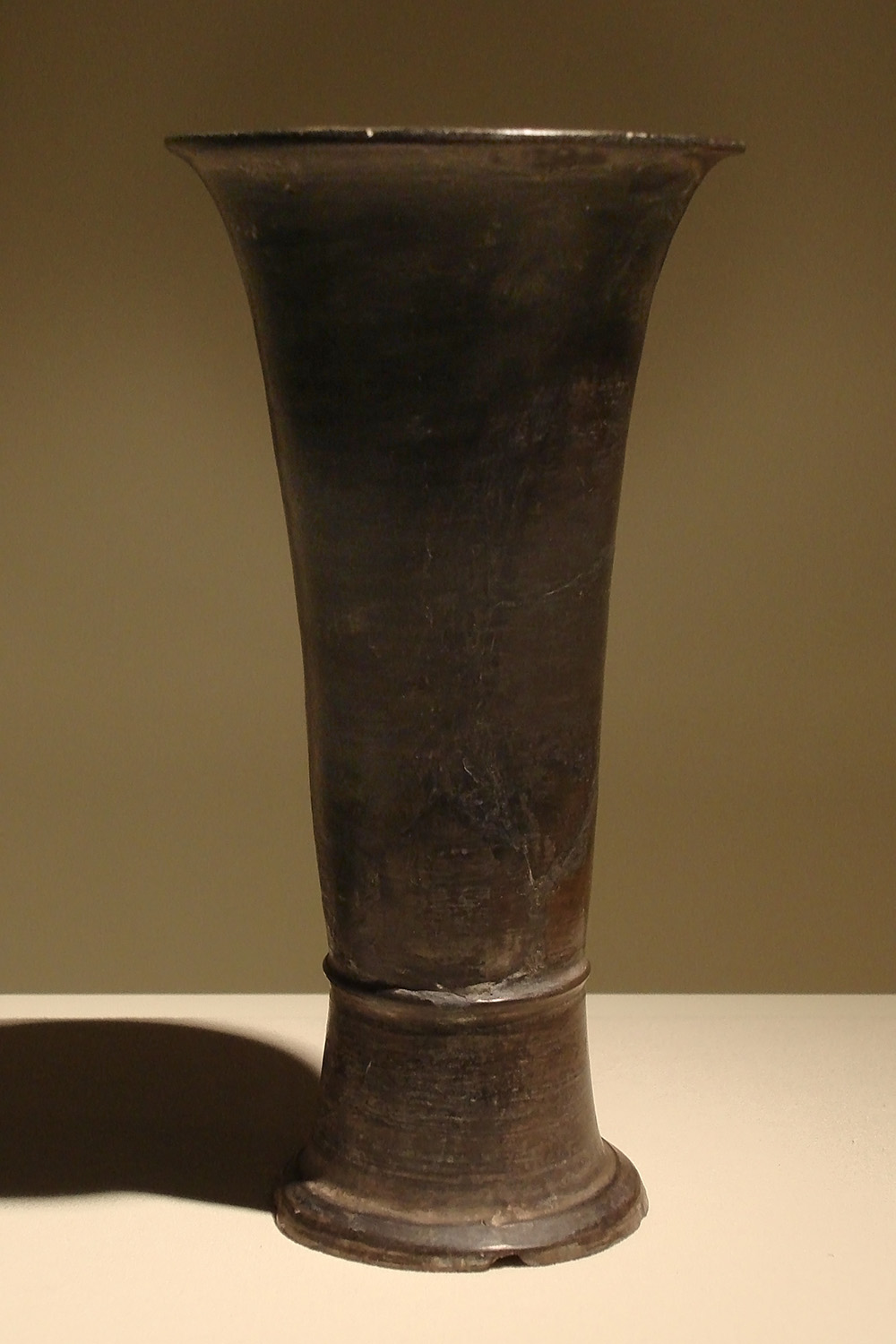
Vase rituel gu, Terre cuite grise au décor réduit. Site de Yangshi. Exposition Treasures of Ancient China exhibit, collection du Musée National de Chine, Pékin
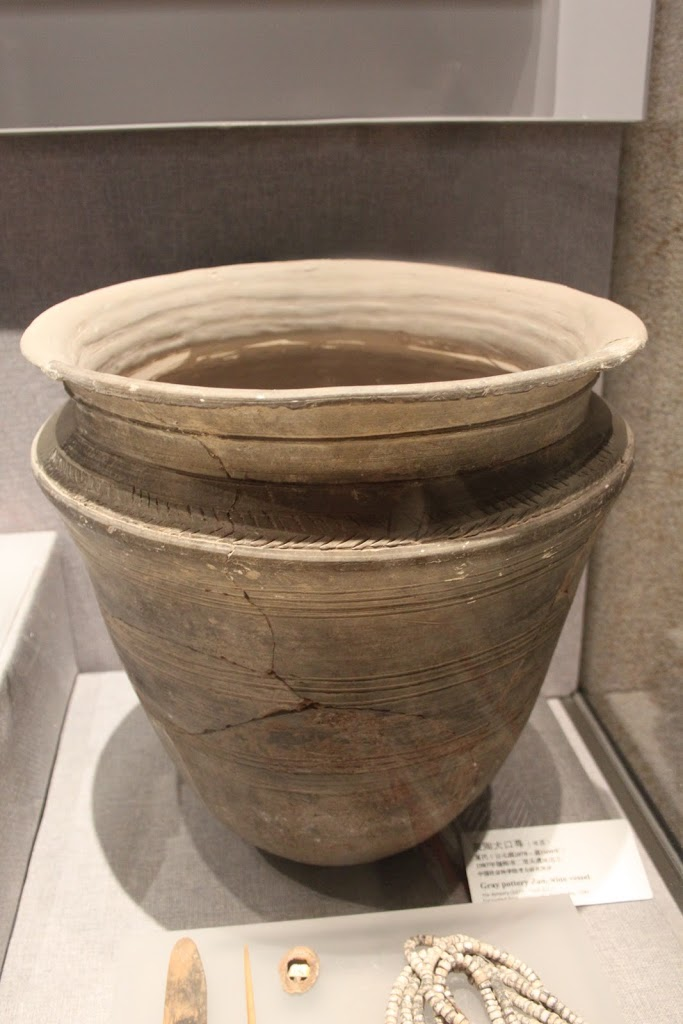
Poterie grise de type zun, pour contenir des boissons fermentées. Site de Yanshi, vers 1500 AEC. Musée Provincial du Henan
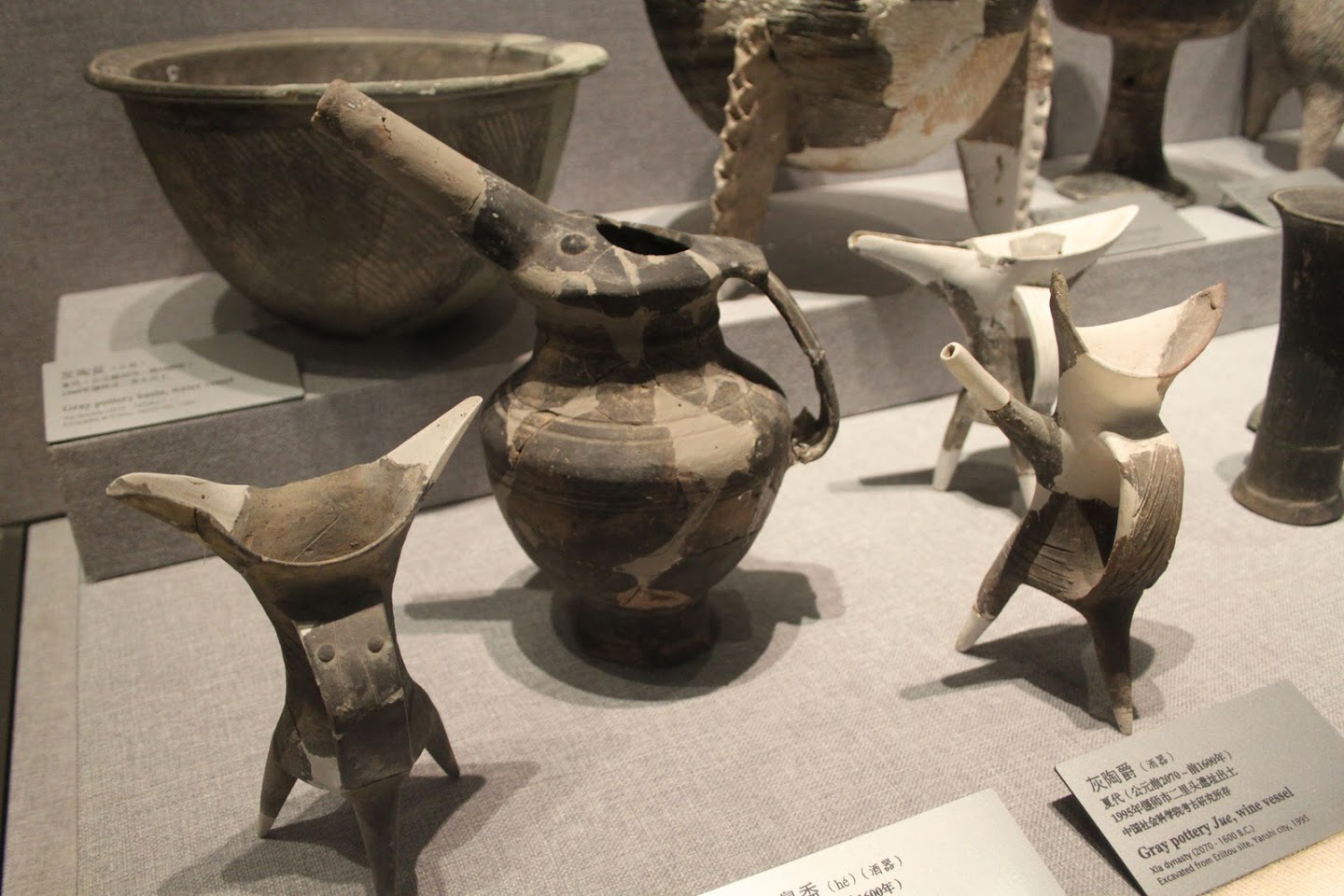
Poteries grises de types jue, he.... Site de Yanshi. vers 1500 AEC. Musée Provincial du Henan
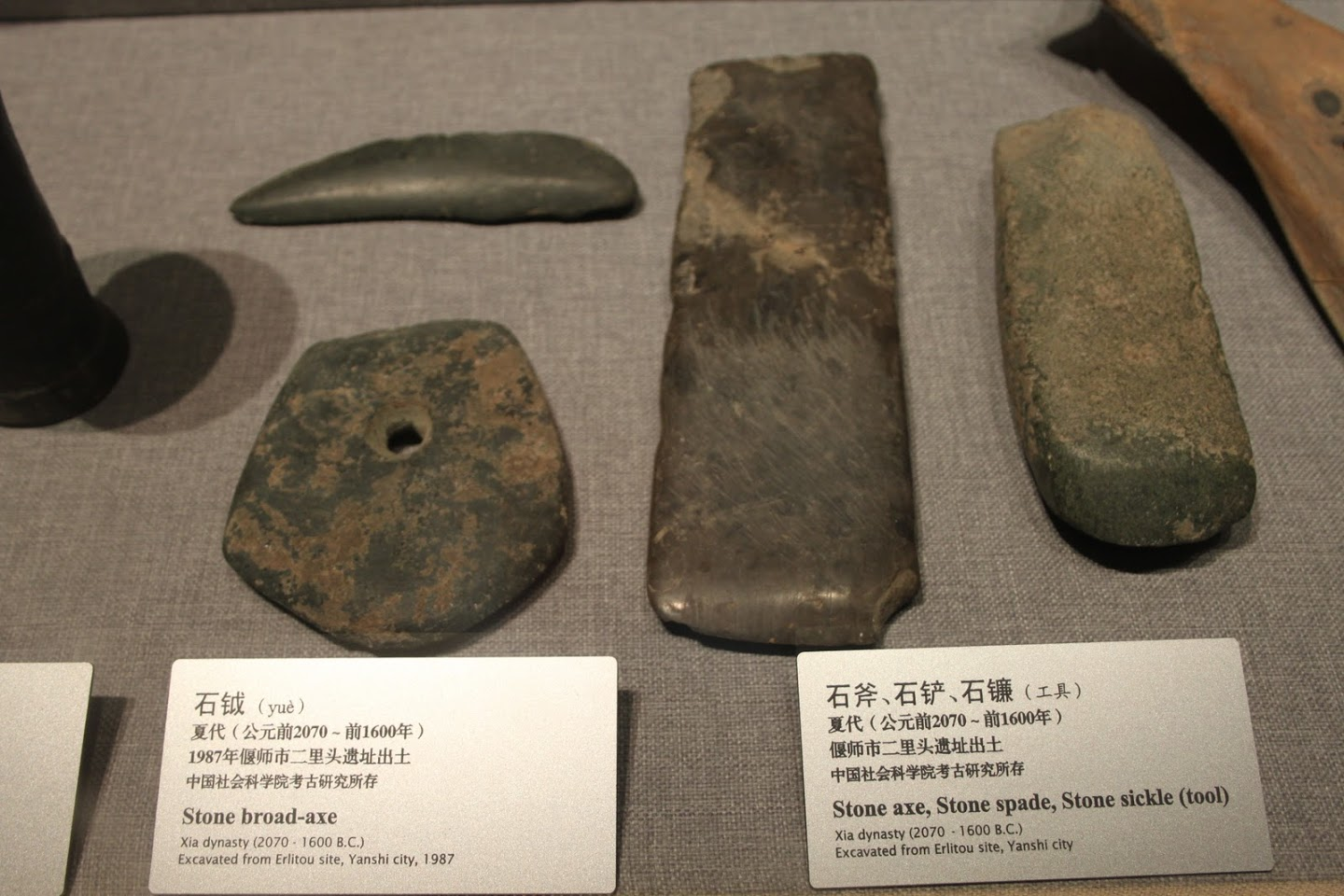
Pierres polies : hache de type yue, hache, bêche et faucille. Site de Yanshi. Musée Provincial du Henan
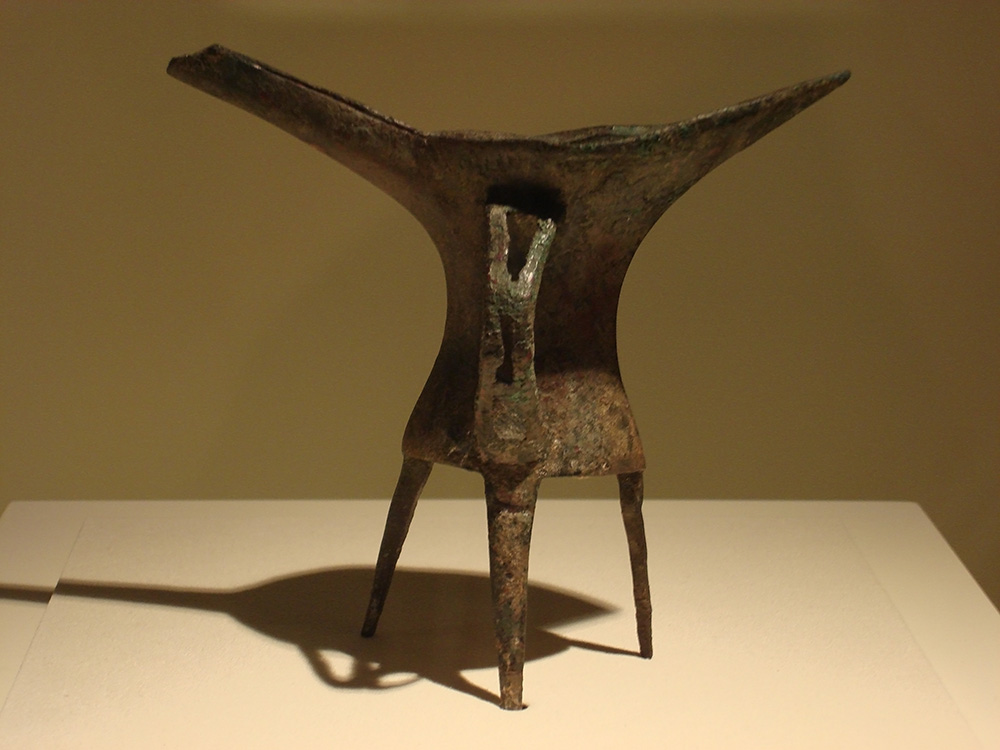
Vase rituel jue destiné à chauffer l'alcool, bronze exempt de décor. Culture de Yanshi
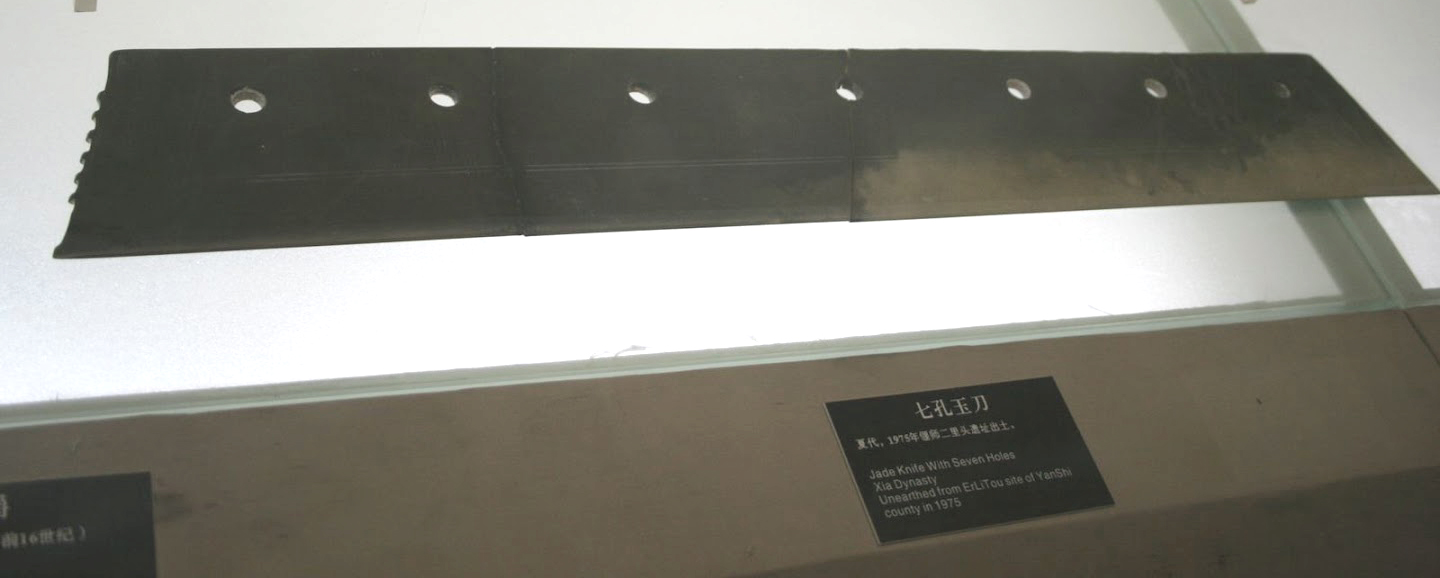
Lame de couteau en jade à sept trous. Site de Yanshi, découverte en 1975

S'il faut en croire les publications savantes les plus récentes le site de Yanshi est indépendant de la culture d'Erlitou, bien qu'il soit très proche géographiquement, à 5 km. seulement du site d'Erlitou. C'est une découverte majeure des années 1980. Cette culture apparait, en fait, au moment de la chute de la culture d'Erlitou, sur les contreforts du Mont Song et sa relation politique avec la culture d'Erlitou est encore une question  . Les découvertes effectuées sur ce site ont été trop rapidement attribuées à la dynastie Xia, et les cartels du musée du Henan sont restés en place donnant une vision dépassée de cette culture qui reste néanmoins fort proche dans les formes et les techniques de la culture d'Erlitou, et une héritière de la culture de Longshan. Pour ce qui est de cette urbanisation du début de l'Âge du bronze, cette ville est quasi contemporaine de la grande cité découverte à Zhengzhou et qui est considérée comme la plus grande cité actuellement de la culture d'Erligang et envisagée comme cité, voire « première capitale » de la dynastie Shang dès sa découverte au début des années 1950. Sur de nombreux cartels anciens, dans les musées de Chine, la cité de Yanshi est considérée comme une ville Xia.
Durant la première phase de Yanshi, un mur rectangulaire de 1100 x 740 m. plaçant en son centre l'« ensemble palatial central », avec un bâtiment servant de réserve. Dans une seconde phase une vaste extension s'est développée à l'intérieur d'une autre enceinte qui jouxtait la première et contenait un site de fonderie du bronze et l'autre entrepôt, principal, de la ville. Des datations récentes donnent à la première phase entre 1605 et 1490 tandis que pour la dernière phase (phase III) : 1425-1365 AEC. Ce qui donne une période d'occupation d'environ 250 ans, postérieurs à la chute d'Erlitou, et faisant de cette cité la plus puissante (en l'état actuel de nos connaissances) de la plaine de Luoyang, mais pas la plus importante de la Chine du nord.

## Quel rapport avec la dynastie mythique des Xia?
On distingue quatre grands niveaux sur le site d'Erlitou ; les bronzes et l’architecture palatiale caractérisent les niveaux III et IV. Au moment de la découverte et dans les années qui ont suivi, du fait de sa position géographique « centrale » et des dates proposées pour les vestiges, qui correspondent « approximativement » à celles données par l’historiographie chinoise traditionnelle pour les Xia, la culture d'Erlitou est identifiée à cette dynastie par la plupart des archéologues de Chine populaire. Néanmoins, les bronzes et jades des niveaux III et IV offrent une grande parenté avec leurs homologues Shang, de même que la position des corps dans les tombes, aussi certains proposent-ils de rattacher les deux premiers niveaux aux Xia et les deux derniers au début des Shang. En dehors de Chine et aujourd'hui (2012)  en Chine même, tout en reconnaissant l’importance de cette culture, les archéologues sont plus circonspects quant à l’attribution d’un nom précis à l’entité politique dont elle dépendait. En effet, aucune trace écrite mentionnant le nom des dirigeants ou de la dynastie n’a été retrouvée sur le site d'Erlitou. Et la « dynastie Xia » reste dans le domaine des mythes, les premiers textes qui y font référence ayant été composés un millénaire après cette époque.
L'une des spécialistes de l'archéologie de l'ancienne Chine, Li Liu, a récemment fait l'étude critique de cette question et elle apporte des arguments qui s'opposent à l'idée d'une conception « politiquement correcte » dans l'identification de la dynastie Xia avec une quelconque culture archéologiquement documentée, idée présentée par l'éminent spécialiste Lothar von Falkenhausen (Université de Californie, Los Angeles). Elle construit son argumentation sur l'étude d'un ensemble de questions posées aux archéologues chinois travaillant en Chine et à ceux travaillant à l'étranger.
Les recherches actuelles sur cette question s'orientent vers la phase Xinzhai qui apparait comme un intermédiaire entre le Néolithique et la culture d'Erlitou.

## La phase Xinzhai, avant Erlitou: datations
Cette phase (la datation par le carbone 14 donne v. 1870-1720) est nommée dans les années 1980, et correspond à une céramique dans l'Ouest du Henan, entre les cultures de la fin de Longshan (v. 2200-1855) et celle d'Erlitou (v. 1750-1530). Cela concerne en 2012 une quinzaine de sites autour du mont Song et deux sites de taille moyenne : Xinzhai et Huadizui. Le site de Xinzhai, occupé à l'époque Longshan était fortifié par un mur, ce qui en faisait un village important. À la phase en question l'installation qui a atteint sa maturité est entourée de deux fossés qui protègent un mur de terre battue entouré d'une douve. L'espace intérieur couvre 70 ha mais l'ensemble atteint les 100 ha. On ya trouvé des indices de notabilité : un objet de cuivre, du jade et des poteries élaborées. Un vaste espace à semi-enterré couvrait 1 400 m2. Au début de l'époque d'Erlitou le site est encore occupé mais les indices se font plus rares et dispersés. Pour Huadizui, le site, sur une terrasse lœssique, couvre 30 ha entourée de trois fossés. On y a découvert de nombreuses fosses sacrificielles où ont été déposés des objets de jade, des haches yue, des bêches, des lames zhang et des tubes cong, ainsi que des poteries contenant du grain et des os d'animaux. Deux belles urnes sont d'une qualité exceptionnelle par leur décor remarquablement élaboré. Mais il apparait que ces sites ne témoignent pas d'un pouvoir central fort et d'une quelconque lignée de rois.
Cependant il reste beaucoup à faire afin de mieux connaitre les autres sites Xinzhai et leurs relations. Les deux centres principaux sont à 50 km. de distance à vol d'oiseau mais la présence de la montagne entre eux en rallonge l'éloignement au sol. Il faut peut-être les imaginer comme des centres rivaux, eux-mêmes dominant des villages plus petits. Ils se seraient développés comme les autres centres de la période de Longshan, avec le même schéma de rivalités interrégionales. Ce qui s'oppose à la vision traditionnelle d'une dynastie Xia comme entité étendue et au pouvoir fort.